# Get Up (minialbum)
Get Up – drugi minialbum południowokoreańskiej grupy NewJeans. Został wydany przez ADOR za pośrednictwem YG Plus 21 lipca 2023 roku, ponad sześć miesięcy po ich poprzednim albumie OMG. Album składa się z sześciu utworów i został wyprodukowany przez długoletnich współpracowników Park Jin-su i 250, oraz Frankie Scoca, Catharinę Stoltenberg i Henriette Motzfeldt.
Get Up  był wspierany przez trzy single: „Super Shy”, „ETA” i „Cool with You”, z których pierwszy został wydany 7 lipca 2023 roku. Wszystkie sześć utworów otrzymało teledyski, które przyciągnęły uwagę za współpracę z wieloma markami, w tym firmą IT Apple i franczyzą medialną The Powerpuff Girls, a także z osobowościami, takimi jak południowokoreańska aktorka Hoyeon i aktor z Hongkongu Tony Leung. NewJeans promowały minialbum za pomocą kampanii marketingowej na całym świecie, opracowanej we współpracy ze Spotify oraz poprzez wiele występów na programach muzycznych w Korei Południowej.
Po wydaniu, album Get Up otrzymał pozytywne recenzje od krytyków muzycznych. zadebiutował na drugim miejscu na Circle Album Chart w Korei Południowej i sprzedał 1,65 miliona kopii w pierwszym tygodniu od premiery, stając się trzecim kolejnym albumem grupy, który przekroczył milion sprzedanych egzemplarzy, oraz drugim najlepiej sprzedającym się albumem K-popowej artystki w pierwszym tygodniu po wydaniu.

## Tło
W lipcu 2022 roku południowokoreańska grupa dziewcząt NewJeans niespodziewanie wydała teledysk do swojego pierwszego singla, „Attention”. Natychmiast po premierze singla ukazał się ich debiutancki minialbum o tej samej nazwie, który był wspierany przez dwa kolejne single, „Hype Boy” i „Cookie”. Album stał się pierwszym albumem debiutanckim koreańskiej dziewczęcej grupy K-popowej, który sprzedał się w ponad milionowym nakładzie. Niedługo potem NewJeans stało się najszybciej osiągającym miliard odsłon na Spotify wśród artystów K-pop po wydaniu ich komercyjnie udanego pierwszego singlowego albumu, OMG, w styczniu 2023 roku. Album zawierał utwory „Ditto” i „OMG”, z czego pierwszy stał się najdłużej utrzymującym się numerem jeden na Circle Digital Chart w Korei Południowej i oznaczał pierwsze wejście grupy na listę Billboard Hot 100.
W styczniu 2023 roku dyrektorka generalna ADOR, Min Hee-jin, po raz pierwszy ujawniła w wywiadzie dla południowokoreańskiego magazynu Cine21, że NewJeans przygotowuje nowy album. 4 kwietnia 2023 roku, południowokoreański serwis informacyjny Star News doniósł, że album zostanie wydany w lipcu 2023 roku, poprzedzony wydaniem jednego z utworów na koniec czerwca. W tym samym miesiącu, Min Hee-jin potwierdziła w wywiadzie dla Billboardu, że grupa zakończyła nagrania na początku kwietnia. 19 czerwca 2023 roku ADOR oficjalnie ogłosiło datę premiery drugiego minialbumu NewJeans, zatytułowanego Get Up, i ujawnili listę utworów, w tym główne single, wraz z fragmentem jednego z utworów ze strony B. Tego samego dnia minialbum był dostępny do przedpremierowego zamówienia od godziny 11:00 (czasu koreańskiego). Po tym ogłoszeniu cena akcji Hybe wzrosła o 3% w ciągu jednego dnia.

## Muzyka i teksty
Hanni w wywiadzie z Rolling Stone omawiając ten nowy minialbum powiedziała: 'W porównaniu z naszymi wcześniejszymi wydaniami, ten nowy minialbum zdecydowanie oferuje znacznie więcej różnorodności, nie tylko pod względem gatunku muzyki i stylu tanecznego, ale także tego, co dążymy do wyrażenia i pokazania wam.

Get Up trwa około 12 minut i składa się z sześciu utworów. Album został napisany i wyprodukowany przez ponad dziesięć różnych osób, w tym członkinie NewJeans - Danielle i Haerin, długoletnich współpracowników 250 i Park Jin-su, duńską autorkę piosenek Erikę de Casier oraz południowokoreańskiego rapera Beenzino. Na płycie NewJeans eksperymentowało z różnymi rodzajami muzyki tanecznej, bardziej angażując się w gatunki, które po raz pierwszy zostały zbadane w albumie OMG.  Hanni opisała album jako reprezentację „lata NewJeans”, obejmującej szeroki zakres emocji i historii skupiających się wokół miłości.

### Utwory
Get Up rozpoczyna się utworem „New Jeans”, pierwszy utwór w dyskografii NewJeans, w którym autorką jest członkini Haerin. Inspirowany muzyką UK garage i Jersey club, utwór oparty na perkusji wyraża pragnienie NewJeans kontynuowania wyznaczania własnej ścieżki i eksperymentowania z nową muzyką, odnosząc się również w tekstach do piosenki „So Fresh, So Clean” (2001) amerykańskiego duetu Outkast. „Super Shy” to utwór bubblegum liquid drum'n'bass i Jersey club, w którym występuje staccato kick drum, w którym NewJeans pragną przezwyciężyć swoją nieśmiałość i wyznać swoją pierwszą miłość. „ETA”, akronim od estimated time of arrival (przewidywany czas przybycia), to utwór oparty na łagodnych melodii, który wykorzystuje funky drum breaks przypominające Think break,  „przytulne” syntezatory, i energetyczne, skrojone klaksony powietrzne zaczerpnięte z utworu klubowego „Samir's Theme” Debonair Samira. W tym utworze NewJeans zachęcają swoją przyjaciółkę do zerwania z jej chłopakiem z powodu jego niewierności. Joshua Minsoo Kim z Pitchfork opisał ten utwór jako wynik wcześniejszych eksperymentów NewJeans z muzyką klubową, mianowicie Jersey club w „Cookie” i Baltimore club w „Ditto”.
„Cool with You” to utwór UK garage, który charakteryzuje się „beztroskimi” melodiami, „zabawnymi” ad-libami, wielowarstwowymi harmoniami, melizmatami i szeptanymi wokalami. W utworze NewJeans szczerze wyrażają swoje uczucia do partnera, nie dbając o to, co inni mogą o nich powiedzieć. Interludium na albumie, „Get Up” to „marzycielska” ballada R&B oparta na atmosferycznych syntezatorach podkreślających lekkie harmonie NewJeans. Utwór nawiązuje do kłótni z kochankiem. Płyta kończy się utworem „ASAP”, „słodką” piosenką pop, która zawiera „energiczną” perkusję, synkopowane syntezatory i tykający dźwięk podobny do zegara jako nawiązanie do pierwszego utworu. NewJeans śpiewają o tęsknocie za partnerem, z którym często chcą dzielić „małe radości życia”.

## Odbiór krytyczny
W swojej pięciogwiazdkowej recenzji dla NME Rhian Daly chwaliła sześć „nieskazitelnych” utworów i napisała, że Get Up służył jako „boskie” wprowadzenie do drugiego roku NewJeans, skutecznie ustanawiając je jako „grupę, na którą warto zwrócić uwagę” w koreańskiej scenie muzycznej K-pop. Joshua Minsoo Kim z Pitchfork napisał, że grupa „przenosi ekstazę samouwielbienia i zauroczenia poprzez żywą muzykę taneczną”, a ich „energiczne, klubowe piosenki pop cementują ich jako jedno z najbardziej interesujących dzisiaj działających zespołów K-popowych”.Krytyk muzyczny Kim Do-heon pozytywnie ocenił album, określając go jako „retro, jednocześnie będącego na czele trendu”. Krytyk muzyczny Kim Young-dae nazwał Get Up jako „wysoce dopracowany wynik wytrwałego dążenia do prostoty i intuicyjnej wyrafinowania”, który „wykracza poza gatunki i kultury”.

## Odbiór komercyjny
Według dystrybutora minialbumu, YG Plus, Get Up przekroczył 1,72 miliona zamówień w przedsprzedaży na dzień przed premierą, pobijając wcześniejszy rekord NewJeans wynoszący 800 000 zamówień przedpremierowych dla albumu OMG. Hanteo Chart poinformowało, że album sprzedał się w 1 194 623 kopii w pierwszym dniu wydania, stając się trzecim kolejnym albumem grupy, który przekroczył milion sprzedanych egzemplarzy. Get Up sprzedał się w 1,65 miliona egzemplarzy w pierwszym tygodniu od premiery, zostając drugim najlepiej sprzedającym się albumem koreańskiej artystki K-popowej w pierwszym tygodniu wydania. Album zadebiutował na drugim miejscu na liście Circle Album Chart w okresie od 16 do 22 lipca 2023 roku, sprzedając się w 1 451 905 kopii. Wersja dostępna wyłącznie na platformie Weverse zadebiutowała na czwartym miejscu w tym samym zestawieniu, sprzedając się w 271 895 kopii. Krytycy zauważyli, że funkcjonalny design albumu w kształcie torebki przyczynił się do jego sukcesu komercyjnego w Korei Południowej.
Get Up zadebiutował na piątym miejscu na liście Oricon Albums Chart w okresie od 17 do 23 lipca 2023 roku, sprzedając się w 27 304 kopii. Album pojawił się również na listach przebojów w Niemczech (10), na Litwie (14) oraz w Irlandii (19).

## Lista utworów
| CD | CD              | CD                                                                         | CD                                          | CD                          | CD      |
| Nr | Tytuł utworu    | Tekst                                                                      | Kompozycja                                  | Aranżacja                   | Długość |
| -- | --------------- | -------------------------------------------------------------------------- | ------------------------------------------- | --------------------------- | ------- |
| 1. | „New Jeans”     | Gigi, Erika de Casier, Fine Glindvad Jensen, Haerin                        | Park Jin-su, Frankie Scoca, Casier, Jensen  | Park, Scoca                 | 1:48    |
| 2. | „Super Shy”     | Gigi, Kim Dong-hyun, Casier, Kristine Bogan, Danielle                      | Scoca, Casier, Bogan                        | Scoca                       | 2:34    |
| 3. | „ETA”           | Lim Sung-bin, Gigi, Ylva Dimberg                                           | 250, Dimberg                                | 250                         | 2:31    |
| 4. | „Cool with You” | Gigi, Kim, Casier, Jensen, Danielle                                        | Park, Scoca, Casier, Jensen                 | Park, Scoca                 | 2:27    |
| 5. | „Get Up”        | Freekind                                                                   | 250, Freekind                               | 250                         | 0:36    |
| 6. | „ASAP”          | Gigi, Casier, Jensen, Catharina Stoltenberg, Henriette Motzfeldt, Danielle | 250, Stoltenberg, Motzfeldt, Casier, Jensen | 250, Stoltenberg, Motzfeldt | 2:14    |

## Notowania
| Lista                                       | Pozycja | Źr.    |
| ------------------------------------------- | ------- | ------ |
| Austrian Albums (Ö3 Austria)                | 7       | [ 36 ] |
| Belgian Albums (Ultratop Flanders)          | 7       | [ 36 ] |
| Belgian Albums (Ultratop Wallonia)          | 18      | [ 36 ] |
| Canadian Albums (Billboard)                 | 4       | [ 37 ] |
| Dutch Albums (Album Top 100)                | 32      | [ 36 ] |
| French Albums (SNEP)                        | 5       | [ 38 ] |
| German Albums (Offizielle Top 100)          | 10      | [ 36 ] |
| Irish Albums (IRMA)                         | 19      | [ 39 ] |
| Japanese Albums (Oricon)                    | 4       | [ 40 ] |
| Japanese Combined Albums (Oricon)           | 3       | [ 41 ] |
| Japan Hot Albums (Billboard Japan)          | 4       | [ 42 ] |
| Lithuanian Albums (AGATA)                   | 14      | [ 43 ] |
| New Zealand Albums (RMNZ)                   | 3       | [ 36 ] |
| Polish Albums (ZPAV)                        | 58      | [ 44 ] |
| Scottish Albums (OCC)                       | 3       | [ 45 ] |
| South Korean Albums (Circle)                | 2       | [ 46 ] |
| Spanish Albums (PROMUSICAE)                 | 36      | [ 47 ] |
| Swedish Physical Albums (Sverigetopplistan) | 3       | [ 48 ] |
| Swiss Albums (Schweizer Hitparade)          | 8       | [ 36 ] |
| UK Albums (OCC)                             | 15      | [ 49 ] |
| US Billboard 200                            | 1       | [ 50 ] |
| US World Albums (Billboard)                 | 1       | [ 51 ] |

## Sprzedaż
| Kraj              | Sprzedaż   |
| ----------------- | ---------- |
| Korea Południowa  | 1 723 800+ |
| Japonia           | 43 072     |
| Stany Zjednoczone | 101 500+   |